# アイアンモンガー
アイアンモンガー（Iron Monger）は、マーベル・コミックが出版するコミック作品に登場するスーパーヴィランの別名である。

## 発行履歴
デニス・オニールとルーク・マクドネルに創造されたオバディア・ステイン（Obadiah Stane） は、1982年10月の『アイアンマン』第163号でデビューし、アイアンモンガーのパワードスーツは、1985年11月の『アイアンマン』第200号に初登場した。

## キャラクター経歴

### オバディア・ステイン
母親を失った幼い少年オバディア・ステインはある日、堕落したギャンブラーの父ゼベディア・ステインが自分が「幸運の連鎖」に乗っていると考え、ロシアンルーレットでそれを証明しようとして、オバディアが見ている前で自分の頭を撃ち抜いた。このトラウマがオバディアを禿げさせ、彼の人生観を形作った。それ以来、ステインは敵を研究して弱点を見つける冷酷な操り屋となった。ステインはチェスが趣味で、ゲームで行うのと同じような理路整然とした論理で人生を生きており、加えて、彼は心理操作を強く信奉している。例えば、幼少期のチェスの試合で、少なくとも自分と同等の腕を持つ別の少年と対戦した際、彼は相手の少年がゲームから気をそらすように、その少年の愛犬を殺すという暴挙に出ていた。
成人したステインは、軍需ディーラーとして自分の会社“ステイン・インターナショナル”の社長兼CEOになり、ハワード・スタークとビジネスを始める。ハワードが交通事故で亡くなった後、ステインは現在ハワードの息子であるトニー・スタークが所有するスターク・インターナショナルの支配権獲得に目を向ける。ステインは“チェスメン”と呼ばれるエージェントにスターク社を攻撃させ、トニーの親友であるジェームズ・ローズも襲撃させ、チェスマンの女王であるインドリーズ・ムームジをスタークの恋人に仕立て上げるなど、スターク・インターナショナルを様々なビジネス取引から締め出すアクションを次々と起こしていった。これを受けたトニーが崖っぷちに追い込まれ、アルコール依存症に陥ったところに、“S.H.I.E.L.D.”の協力を得たステインはスターク・インターナショナルを買収したが、浮浪者と化して姿を消したトニーからアイアンマンのアーマーを譲り渡されたローズによって阻止された。
スターク・エンタープライズの記録を調べたステインは、スタークが書いたアイアンマンのアーマーに関する不完全で非常に高度なメモを発見すると、科学者チームに解読を命じ、ステイン曰く「スタークのアイアンマン・アーマーをはるかに凌ぐ」アイアンモンガー・アーマーを作らせた。ステインは、このスーツを高値で売るか、アイアンモンガーの軍隊を結成して、彼らによる「好きな国の征服」まで企て、更にマダム・マスクと同盟を結んだ。
路上生活から復活し、“シルバー・センチュリオンアーマー”を開発したトニーが再び潜在的な脅威となったことを知ったステインは、ベサニー・ケイブの拉致を命じ、アイアンマンを破壊するために“サーキット・ブレイカー”と呼ばれる攻撃ドローンを送り込むが、ローズとトニーによって撃破された。しかしステインは、マダム・マスクとケイブの心を入れ替えたり、スタークの旧友（ハッピー・ホーガン、ペッパー・ポッツ、バンビ・アーボガスト）を拉致するなどトニーに対する陰謀を画策し、ドーム内に仕掛けられた爆弾を爆発させ、モーリーの殺害や、ローズとクリュタイムネストラ・アーウィンを負傷に成功した。
そして遂にステインは、トニー/アイアンマンとステイン・インターナショナルの敷地内で直接対決することとなり、チェスマンを含むエージェントを倒した彼に対してステインはハッピー、ペッパー、アーボガスト夫人が仮死状態で閉じ込められているタンクがある部屋を利用するが、そんな罠は動力源を見破られたことで突破されてしまう。友人たちを解放したトニーとの決戦に突入したステインはアイアンモンガー・アーマーを着用。しかし、シルバー・センチュリオンを装着したトニーに敵わず、最後の切り札として孤児院から誘拐したゲルトル・アンダースの幼い息子を人質とした。トニーに向かってアーマーのヘルメットを外さなければ赤ん坊を潰すと脅すステインだったが、戦いの間中トニーに、外部コンピューターのサポートなしではアイアンモンガーのアーマーを上手く操縦できないと見抜かれて、コンピューターのあるビルとアイアンモンガー・アーマーを破壊されてしまった。ステインは逮捕され、トニーからの屈辱を受けるのを拒否してリパルサー光線を自分の頭に発射することで自決した。
『ダークレイン』においてのステインは、ゼウスの運命を決めるプルートによって呪われた陪審員のメンバーに選ばれた。黄泉の帝王の力が解かれたとき、最初の一撃を加えたのはアイアンモンガーを装着したステインだった。
『Chaos War』においてステインは、冥界を天津甕星から守るためにプルートが放った冥界の死者の内の1人として登場した。

### アイアンモンガー・アーマーの他の開発・利用者
- サイモン・スティール：実業家。アイアンモンガー・アーマーの別バージョンを製作し、ドミニク・フォーチュンとの戦いで従業員に装着させた[12]。

- ルイス・ヘイワース：アメリカ軍将軍。ステインの死後にアメリカ合衆国連邦政府によって回収されたオリジナルのアイアンモンガー・アーマーをガーズマンの1人であるグレゴリー・スムートに使わせ、ジョン・ウォーカー/U.S.エージェントの戦闘能力をテストさせた[13]。

- ジョーイ・コスマトス：トニーの大学時代の同級生。ステインの設計図から第3バージョンのアイアンモンガー・アーマーを開発した。

- スラグマイア：裏社会のボスであるデズモンドの手先の犯罪者。第3バージョンのアイアンモンガー・アーマーを装着した[14]。

- レッドスカル：第二次世界大戦中のナチスの怪人。自分のエージェントの1人にアイアンモンガー・アーマーを使わせ、ヴァイパーの暗殺を企てたが、その装着者はヴァイパーの手下によって殺されたと思われる[15]。

- キャバル：反逆的なニューヨーク市警の警官グループ。犯罪者を追い詰めて殺すために、ステイン社に戦闘用アーマーのスーツの設計を依頼し、出来上がったサベージ・スチールのアーマーを様々なメンバーが装着。トニーやクリストファー・パウエル/ダークホークと対立する。

### ジーク・ステイン
エゼキエル・"ジーク"・ステインはオバディア・ステインの息子で、父の名を借りてトニー・スタークに復讐する。ジークは徐々に身体をサイボーグ化させ、怪我の治癒再生が非常に早く、呼吸をする必要がなくなり、少なくともアイアンマンのアーマーと同程度のエネルギーを生成するようになる。彼は特別なエクソスケルトンを作り、余剰な熱を自らのエネルギーに変換できるようにもなった。

## パワーと能力
ステインは経営学修士号を持つ狡猾なビジネス戦略家にして心理戦の達人であり、チェスでチャンピオンにもなれるほどの天才である。しかし、彼は典型的な自己愛コンプレックスを抱えるエゴイストだった。

### アーマー
ステイン・インターナショナル社製、コードネーム“I-Mマーク・ワン”のアイアンモンガー・アーマーは、“オムニウム鋼”（架空の合金）の装甲バトルスーツで、使用者の力を増幅させるパワード外骨格、ガントレットから発射されるリパルサー光線、胸部装甲に収納された強力なレーザー光線など、様々な攻撃兵器を内蔵している。このアーマーは、磁気で動くタービンブーツジェットのおかげで亜音速飛行が可能。このアーマーはトニーのアイアンマンのアーマーのデザインを改良したものであるため、その機能も非常によく似ているが、そのサイズはアイアンマンのアーマーより大きく、それに比例してパワーやリパルサーがより強力になっている。アイアンモンガー・アーマーは、（アイアンマンのアーマーとは異なり）外部からコンピューター制御されており、この機能でステインはアーマーの使用経験の乏しさを補おうとしたが、これをトニーに突かれてしまい、アーマーを使用不能されるという脆弱性が露呈した。

### その他
アイアンモンガーとして、ステインは空対地ミサイルを発射する空飛ぶロボット兵器“サーキット・ブレイカー”や、セロン・アトランタ博士が作った2人の人間の意識を交換する装置も使っていた。 

## その他のバージョン

### アース-6160
『Ultimate Invasion』における、メイカーが造り上げた“アース-6160”でのステインは、ハワード・スタークのビジネスパートナーであるアフリカ系アメリカ人となっており、“ラトヴェリア”で開催されたイベントに参加した際に、未来から来たクローン軍団が襲撃に遭遇すると、アーマーを装着して戦うが、ヴィジョンのクローンに殺された。

### 『アルティメット・マーベル』
『アルティメット・マーベル』におけるオバディア・ステインは、ゼベダイアとロニのステインの幼い息子として描写される。父親と離婚した母親の個人的な要請で特別な学校に入学したステインは間もなく、リンクとドッジの2人組を殺害し、ステインを罰するというトニー・スタークの決意を固めさせることになった。その後、ステインは刑務所にいるハワード・スタークを訪ね、彼を殺害しようと手を組んだドロレスや看守を利用して数回に渡り動いた。その結果、自身の策はことごとく失敗したものの、ハワードはその過程で撃たれ、入院することとなった。それからステインは、自宅にやって来たトニーからハワードを罠に嵌めてゼベダイア殺しの罪で刑務所に送ったことを問いただされるも、すべてドロレスの考えだと告げて、ドロレスとトニーが面会するよう仕向けた。
やがてドロレスとトニーによる、街の爆撃にテロリストが利用しようとした核兵器を巡る一件を経て、刑務所に入って脱獄したハワードから、自分たちを殺そうとした黒幕はロニである可能性を告げられると、ステインはトニーたちと共にロニを探しにユタ州へ向かい、現地に到着すると攻撃を受けて崖から転落し、後に姿を現したロニと行動を共にするが、追いかけてきたトニーの殺害のためにロニが毒ガスを充満させると、倒れてしまう。トニーに救われ、見捨てられたことを悟って怒ったステインはロニを手にかけた。しかしトニーに対しては、何度も彼の命を救ったのだから、これでおあいこだと言って、攻撃しないことに決める。その場は皆揃ってFBIに捕まった後、帰宅した。
また、『Ultimate Comics: Armor Wars』において、ハワード・スターク・シニアが、チタニウムマンの要素もあるアイアンモンガーに似たアーマーを装着している。

## MCU版

### オバディア・ステイン
『マーベル・シネマティック・ユニバース』（MCU）の『アイアンマン』では、オバディア・“オビー”・ステイン / アイアンモンガー（Obadiah "Obie" Stane / Iron Monger）をジェフ・ブリッジスが演じた。『ホワット・イフ...?』シーズン1第6話にも登場するが、キッフ・バンデンホイベルが声をあてている。日本語吹替は下記を参照。

#### キャラクター像
“スターク・インダストリーズ”の重鎮にしてNo.2。ハワード・スタークの盟友で、スターク社の創設期から経営に尽力し、ハワードの死後は暫定的に同社のCEOを引き継いだ。トニー・スタークにCEOの座を譲渡してからは取締役会の一員にして、トニーの片腕兼指導者となり、彼を支えてきた。
気さくで豪快に振る舞い、トニーがスターク社の軍需産業撤退を決定した際も前言撤回を捲し立てるなど、トニーにとって良き相談相手であり後見人でもある。ピアノ演奏の腕もなかなかのもの。しかしその本性は、若くして自分以上に会社の業績を上げることでアメリカに貢献して世間の注目の的になったトニーに嫉妬心を抱え、彼を追い落としてスターク社を完全に掌握しようと密かに狙う野心家である。

#### 『ホワット・イフ...?』版
現在のところ、“アース32938”におけるオバディアの“変異体”。基本的なキャラクター像は正史のオバディアと同等だが、後述の経緯からアイアンモンガーを製造・入手はしていない。

#### 武装
ソニック・テイザー（Sonic Taser）
スターク社が軍事用に試作した音速ショック装置。自動車のスマートキーのような形状で、相手の耳元へ装置を近づけて、起動スイッチを押すことにより発する音波が神経麻痺を誘発する。音波を受けた者は、15分間だけ耳元から首筋にかけて幾何学模様が浮かび上がり、身動きが全く取れず、発声もできなくなるほどのダメージを受けてしまう。また使用者は、自身の安全を考慮して、装置を起動する際には耳栓を着ける。
政府から違法扱いと見做され認可されず、商品として採用されなかったが、オバディアは密かに装置を持ち出し、ラザ・ハミドゥミ・アル＝ワザールの殺害時とトニーから“チェスト・ピース（小型アーク・リアクター）”を強奪する際にこの装置を使用する。
アイアンモンガー（Iron Monger）
オバディアがウィリアム・ギンター・リヴァをはじめとするスターク社内の腕利きのエンジニアを集めて作らせた自分専用のパワードスーツ。モデルとなった“アイアンマン・アーマー マーク1”を大型化させたようなシルエットをしており、「装着する」と言うより「内部に搭乗し手動操縦する」形に近い方法で運用する。“マーク2”以降のアイアンマン・アーマーと同じく頭部の内側は多機能ディスプレイとなっており、インジケーターは赤で、衛星電話と音声変換機能も組み込まれている。アーマーの各所には動力シリンダーが見られ、両肩と頭部が胴体の装具に合わせて回転する。両手足は大規模な自動制御油圧でコントロールできるため、戦闘ではその大きさにもかかわらず機敏な動作が可能で、両腕で最大6804kgの物を持ち上げて投げ飛ばし、“マーク3”のヘルメットを指4本の指圧で握りつぶすなど、アイアンマンを上回るほどの圧倒的なパワーで肉弾戦を行う。最小限のナビゲーションシステムしか搭載されていない代わりに、高性能の武器と標的設定センサーに重点が置かれ、右前腕部に6砲身ガトリング砲、左前腕部に回転弾倉式7連ロケットランチャーをそれぞれ搭載し、左肩部には大型バスを爆発炎上させる程の威力を持つレーザーサイト付きのミサイル発射機を格納している。更に両脚部からのジェット噴射で長距離飛行も可能だが、飛行の際に大量の煙を吐いて飛行する点はトニーが制作した時から改良されていないものと思われる。又、マーク1のデータを元にしているため低温と圧力の負荷に弱く、成層圏付近まで上昇した際に氷結し、全機能が一時停止し落下した。しかしその装甲は、スターク社で独占所有している“オムニウム製”であるため、落下の衝撃を受けてもアーマーの原型を保ち、内部のオバディア共々無事な程頑丈である
トニーがアフガンの砂漠に残したマーク1の残骸は、“テン・リングス”が全て回収しアジトに残された設計図を元に復元されたもので、オバディアはラザから奪い取る形で入手した。そしてスターク社研究所の巨大アーク・リアクターの地下にセクター16を秘密裏に設立し、データは機密扱いで開発させるが、動力源であるアーク・リアクターをウィリアムたちでは小型化できなかったため、オバディアがトニーを神経麻痺させて彼のチェスト・ピースを奪取、装着することで本機は稼働できるようになった。

#### 各作品における描写
『アイアンマン』
日本語吹替 - 土師孝也（劇場公開版）、壤晴彦（テレビ朝日版）
本作でMCU初登場。物語の前半では、トニーが登壇する予定だった“アポジー賞”の授賞式に代理のスピーチを即座に行ったり、“ジェリコ”のデモンストレーションを行ったトニーに電話してその結果を尋ねるなど彼をサポートしていたが、この時点で内通していたテン・リングスへトニーの殺害を依頼し、スターク社製兵器の横流しを行なっていた。
しかしトニーが生還した後は取締役会を裏で操り、彼が会社の兵器開発停止を決心すると「一時的に公的な場所に出るな」と言い渡して経営から除外し、事実上スターク社の全権を得て、慈善イベント会場にトニーを招待すらしないなど彼に対して向こうを張る姿勢も表し始めた。また、ラザたちを掃討した後、彼らが回収したマーク1の残骸と設計図を元にアイアンモンガーを製造させていた。
だがその企みをペッパー・ポッツに察知されたことを機に、トニーからチェスト・ピースを奪ってアイアンモンガーを完成。自身の逮捕にやってきたフィル・コールソンたち“S.H.I.E.L.D.”のエージェント数人や、ペッパーにアイアンモンガーで襲いかかるが、そこに現れたトニーと交戦。アイアンモンガーの圧倒的なパワーやリアクターの性能差で攻め立てて追い詰めるも、トニーがアイアンモンガーの首部の後ろの回線を引きちぎった事でディスプレイの視界が0になってしまい、視界確保のためにアイアンモンガーの胸部から頭部にかけての装甲を展開するもこれが仇となり、トニーの指示を受けたペッパーにオーバーロードされた大型アーク・リアクターから発せられたエネルギー波を浴びて気絶。最期はそのまま大型アーク・リアクターへ転落し、大爆発に呑み込まれる。
彼の死は、後日の記者会見で“休暇中の小型航空機の事故”と発表することが決定する。
『ホワット・イフ...?』シーズン1第6話
日本語吹替 - 土師孝也
本作では、アース32938におけるオバディアが物語の前半にのみ登場。正史のオバディアと同様に、“テン・リングス”にトニー・スタークの抹殺を裏で依頼していたが、アフガンでそれが実行されたところに駆け付けたエリック・キルモンガーによって阻止された。その後、アメリカに生還したトニーの記者会見の場に参加したキルモンガーに自らの謀略を裏付けるいくつもの証拠を提示されてしまったことで、トニーたちの失望を買ってしまい、見苦しく白々しい態度をとったり身柄を抑えようとした警備員たちに抵抗したりと足掻いたものの、ハッピー・ホーガン（アース32938）から鉄拳制裁された挙句に「前から嫌いだった」と吐き捨てられて、あえなく逮捕となる。

### エゼキエル・ステイン
『マーベル・シネマティック・ユニバース』（MCU）の『アイアンハート』では、エゼキエル・“ジーク”・ステイン / ジョー・マクギリカディをオールデン・エアエンライクが演じた。

#### キャラクター像
ジョー・マクギリカディを名乗り、表向きは技術倫理コンサルタントを営んでいた。リリ・ウィリアムズ / アイアンハートのAIナタリーが見つけた闇市場の顧客の一人。趣味で様々な発明品を収集しているが、あくまで収集が目的で使用するつもりはない。父オバディアの真の死因を知っており、父のようになりたくなく、今の職業を選んでいる。また収集は、父を感じられるから、という理由もある。

#### 各作品における描写
『アイアンハート』
本作でMCU初登場。収集品には兵器など一般人の所有が認められていないものもあったため、当局に通報されたくなかったらとリリになかば脅され、彼女に協力する。また、オバディアの遺灰をビニール袋に入れ、自宅に保管していることもリリにバレてしまった。
リリとの交流で発明欲が生まれ、バイオスキンを設計するも、それをリリがエアルーム社での窃盗において利用し、現場に落としてしまったため、エアルーム社での窃盗や社長殺害の容疑で逮捕される。その後、リリが組んでいた窃盗団のリーダーであるパーカー・ロビンズ / ザ・フッドの手引きにより脱獄し、代償として自身を改造してサイボーグとなる。
パーカーからリリを殺すよう指示されるが、土壇場でリリを見逃す。何とかパーカーにはバレずに済んだが、改造の際にパーカーの指示に逆らえないように体内のコンピューターにプログラミングされており、パーカーとともに彼の父の豪邸を襲撃した。その後、パーカーから魔法のマントを奪おうとリリが現れたため、彼女と戦闘。リリの機転により、パーカーの支配のプログラミングを解除してもらい、自由の身になれた。

## その他のメディア

### テレビアニメ
- 『アイアンマン ザ・アドベンチャーズ』：“スターク・インターナショナル”副社長として当初し、原語版ではマッケンジー・グレイが声をあて、日本語吹替は佳月大人が担当した。スターク社のCEOのハワード・スタークが飛行機事故で死亡したと推定された後、CEOの座を受け継いだステインはシリーズを通してアイアンマンに対する率直な批判者であり、アイアンマンのアーマーを自分のものにしたいと願う一方で、ハワードが放棄したプロジェクトの保管庫で見つけた技術を犯罪者に提供する。そのネガティブな特徴とは裏腹に、自身の娘のホイットニー・ステインには思いやりを向けることもある。第2シーズンでは、オバディアはアイアンモンガーを造るためにゴーストを雇ってアイアンマンのアーマーの仕様を盗もうとしたが、トニーにその証拠を発見され、スターク社での地位を失った。復讐を企むステインは、アイアンモンガーを使ってホイットニーからの説得を受けるまで暴れまわった。しかし、街への攻撃を狙うジャスティン・ハマーにアイアンモンガーのコントロールを乗っ取られたことで高所から落下させられたステインは、昏睡状態に陥ってしまった。これを受けたホイットニーがマダム・マスクとして、後にアイアンマンへの復讐のために一時的にアイアンモンガーメックを使用するが、倒される結果となった。
- 『マーベル・フューチャー・アベンジャーズ』：シーズン1第6話『ヒーローの資格』にフラッシュバックで登場し、原語版ではベンジャミン・ディスキンが声をあて、日本語吹替は阿座上洋平が担当した。本作でのステインは、シリーズ本編の数年前にアイアンマンに敗れて投獄されており、彼の息子エゼキエル・ステインが復讐を求めるようになった。
- 『Lego Marvel Avengers: Time Twisted』：ブライアン・ドブソンが声をあてた。

### アニメ映画
- 『アイアンマン:ライズ・オブ・テクノヴォア』：原語版ではJB・ブランが声をあて、日本語吹替は土師孝也が担当した。

### ビデオゲーム
- 『アイアンマン』（2008年の映画とのタイアップゲーム）：ステイン/アイアンモンガーがラストボスとして登場し、フレッド・タタショアが声を担当した。A.I.M.と協力してアイアンモンガーのアーマーを完成させた。
- 『LEGO マーベル アベンジャーズ』：ジェフ・ブリッジスが演じたステイン/アイアンモンガーがプレイヤーキャラクターとして登場する。

### 玩具
- ハズブロ
  - 『アイアンマン』（2008年の映画）の玩具ライン：3種のアイアンモンガーのフィギュアが発売され、そのうちの1体は「コックピットが開閉可能」で、中からステインが現れるようになっており、もう1体はコミック版により近い姿にリペイントされている[24][25]。
  - 『アイアンマン2』タイアップライン：アイアンモンガーのフィギュアが2体発売された。映画『アイアンマン』での姿を元にしたフィギュアはウェーブ1で、原作コミックのアーマーを元にしたフィギュアはウェーブ4でリリースされた。
- ミニメイツ：“wave 21”において映画『アイアンマン』に登場するアイアンモンガーのフィギュアが発売され、戦闘でダメージを受けたバージョンも小売店限定で発売された。
- Marvel Super Hero Squad：映画『アイアンマン』に登場するアイアンモンガーのフィギュアが、『Iron Monger Attacks』4パックで発売され、アイアンマン2体、ウォーマシン1体と同梱された。 後にアイアンマン、ウォーマシンとセットになった『アーマー・ウォーズ：パートI』3パックも発売された。
- ホットトイズ：“ムービー・マスターピース”ラインにて、映画『アイアンマン』での姿をモチーフにした1:6スケールのアイアンモンガーのフィギュアをリリースした。

### 小説
『Spider-Man: Venom's Wrath』には、アイアンモンガーのオリジナルが登場する。ダニエルという名のティーンエイジャーが、「cheesy exoskeleton（安っぽい外骨格）」と呼ぶアイアンモンガーに身を包み、彼が「ハイドロジェルブラスト」と呼ぶレーザー武器を行使する。